# 1587 az irodalomban
Az 1587. év az irodalomban.

## Születések
- november 17. – Joost van den Vondel holland költő és drámaíró, az egyik legnagyobb németalföldi költőnek tartják († 1679)

## Halálozások
- október 28. – Giovanni Maria Cecchi olasz vígjáték-költő (* 1518)
- 1587 – Valkai András erdélyi krónikaíró; tőle származik Bánk bán történetének első magyar nyelvű irodalmi feldolgozása (* 1540)